# Jonás Ramalho
Jonás Ramalho Chimeno (Barakaldo, 10 giugno 1993) è un calciatore spagnolo naturalizzato angolano, difensore del Kazma.

## Biografia
È stato il primo calciatore di colore ad aver mai giocato una partita ufficiale con l'Athletic Club, squadra che per decisione societaria impiega solo giocatori di origine basca. Ramalho, infatti, è figlio di padre angolano e madre basca, e nel febbraio 2008 era stato anche il primo calciatore nero della storia a giocare in assoluto nell'Athletic (nell'occasione si trattava di una partita amichevole).

## Carriera

### Club

#### Gli inizi
Dopo aver giocato per alcuni anni nei settori giovanili di Leioa ed Athletic CLub nel 2009 gioca la sua prima stagione in prima squadra, nel Bilbao Athletic, squadra riserve dell'Athletic Club. In seguito gioca per un anno nel Baskonia, con cui scende in campo in 8 occasioni nella terza serie spagnola.

#### Athletic Bilbao e Girona
Nella stagione 2011-2012 torna all'Athletic Club, con cui gioca 2 partite nella massima serie spagnola e 31 partite, con 2 gol segnati, nella squadra riserve. Nella stagione 2012-2013 gioca 6 partite nella massima serie spagnola, una partita in Coppa del Re, una nei preliminari di Europa League e 3 nella fase a gironi di Europa League.
Il campionato successivo passa in prestito alla formazione del Girona, in Segunda División.
Dopo due anni in prestito al Girona fa ritorno a Bilbao. Tuttavia, dopo un anno in cui ha giocato solo con la seconda squadra dei baschi, non rinnova il suo contratto con il club, indi per cui il 5 luglio 2016 fa ritorno al Girona.

#### Osasuna
Il 5 luglio 2021 viene acquistato a titolo definitivo dall'Osasuna, dopo un breve periodo in prestito dal febbraio al giugno 2021.

### Nazionale
Ha giocato diverse partite amichevoli con l'Under-16, l'Under-17, l'Under-18 e l'Under-19. Ha vinto due edizioni consecutive degli Europei Under-19, nel 2011 e nel 2012, per un totale di 5 presenze senza reti negli Europei di categoria.
Nel 2019 viene inserito tra i pre-convocati per la Coppa d'Africa dall'Angola, salvo poi non essere incluso nei 23 finali. Torna a essere convocato dalla selezione africana nel settembre 2020.